# Knuppbier
Knuppbier, auch Kölnisches Knupp oder wegen seiner Farbe scherzhaft Kuletschbier (Lakritzbier) genannt, war bis zum Beginn des 20. Jahrhunderts ein in Köln und im Kölner Umland gebrautes untergäriges stärkeres braunes Vollbier, das besonders in den Sommermonaten ausgeschenkt wurde. Es wird heute in einzelnen Hausbrauereien wieder hergestellt.

## Knupp in der Kölner Biergeschichte
Da der Kölner Rat die nach dem übermäßigen Genuss dieses Bieres oft entstehenden Knuppereien  verhindern wollte, war das Brauen dieses Starkbieres innerhalb Kölns verboten. Hier sollte nur obergäriges Bier meist in der Form des ungefilterten hefetrüben „Wies“ gebraut und ausgeschenkt werden. Der Name Kölsch bürgerte sich erst nach der Jahrhundertwende um 1918 ein. Dieses Verbot machten sich Brauer und Gaststätten unmittelbar hinter der Stadtgrenze zu Nutze. Das untergärige Brauen erforderte eine aufwendige Kühlung während des Brauvorganges. Deshalb kam es erst nach der Mitte des 19. Jahrhunderts auf (erste Kühlmaschine 1873). Es wurde vor der Einführung der maschinellen Kühlung bevorzugt vor den Sommermonaten genutzt. Zudem wurde dem Bier eine Kräuterwürzmischung, Grut oder selbst auch Knupp genannt, zugesetzt, bevor sich die Hopfenwürzung durchsetzte. „Gutes Knupp“ kostete um 1770 etwa vier Mal so viel wie das gewöhnliche „gemeine“ Bier.
In Neuss wurde von Hausbrauereien noch nach dem Zweiten Weltkrieg zu Pfingsten Knupp-Bier gebraut. Diese Tradition wurde in neuerer Zeit wieder aufgegriffen und man bietet in der einzigen Hausbrauerei in Neuss ein dunkles obergäriges Starkbier von 6 % Alkoholgehalt unter dem Namen Nüsser Knupp an.